# Confédération nationale des appellations d'origine contrôlée
 (avril 2017).
Si vous disposez d'ouvrages ou d'articles de référence ou si vous connaissez des sites web de qualité traitant du thème abordé ici, merci de compléter l'article en donnant les références utiles à sa vérifiabilité et en les liant à la section « Notes et références ».
La Confédération nationale des appellations d'origine contrôlée (CNAOC) est un organisme français responsable des appellations d'origine contrôlée (AOC) françaises.
Le CNAOC est membre de Vin et société.